# 존 헨리 뉴먼
존 헨리 뉴먼(영어: John Henry Newman, 1801년 2월 21일 - 1890년 8월 11일) 또는 성 요한 헨리코 뉴먼(라틴어: S. Ioannes Henricus Newman)은 19세기 영국의 기독교 역사상 중요한 인물로서 1830년부터 전국적으로 이름이 널리 알려졌다. 원래 영국 성공회의 성직자이자 옥스퍼드 대학교 복음주의학과 교수였던 뉴먼은 옥스퍼드 운동의 주역이었다. 옥스퍼드 운동가들은 성공회 내에 영향력 있는 세력을 구성하여 영국 교회를 과거 로마 가톨릭교회의 신앙과 전례로 되돌리기를 소원하는 이들이었다. 뉴먼은 1845년 성공회에서 가톨릭교회로 회심하였으며, 교황 레오 13세에 의해 신부로서 부제급 추기경에 서임되었다.
추기경명의는 산 지오르지오인베라부로성당 부제
또한, 뉴먼은 《간곡한 빛이여, 인도하소서》와 《지극히 높이 계신 거룩하신 분께 찬양》 등 유명한 성가를 작곡하기도 하였다.
2010년 9월 19일 교황 베네딕토 16세에 의해 시복되었으며 2019년 10월 13일, 교황 프란치스코에 의해 시성되었다.

## 유년기
존 헨리 뉴먼은 시티오브런던에서 3남 3녀 중 장남으로 태어났다. 부친 존 뉴먼은 은행가였으며, 모친 제미마는 잉글랜드로 망명한 프랑스 위그노의 후손이었다. 프랜시스 윌리엄 뉴먼이 남동생이었으며, 누나 해리어트 엘리자베스는 옥스퍼드 운동의 지도자 가운데 한 사람이었던 토머스 모즈리와 결혼하였다.

## 성공회 성직자

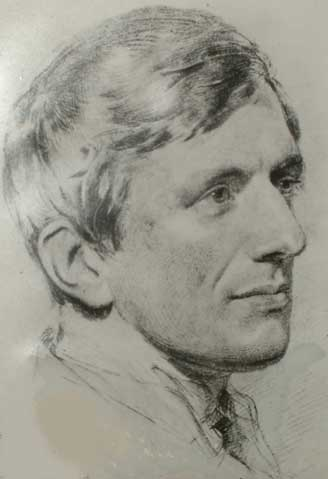
23세 때의 존 헨리 뉴먼

1824년 6월 13일 뉴먼은 옥스퍼드 크라이스트처치 대성당에서 성공회 부제로 서품을 받았다. 그로부터 열흘 뒤에 그는 옛 스승인 월터 마이어스 신부가 1823년부터 주임 사제를 맡고 있던 성삼위 성당에서 첫 강론을 하였다. 1825년 5월 29일 뉴먼은 사제 서품을 받았다. 옥스퍼드에 있는 성 클레멘스 성당의 보좌신부로 2년을 종사하면서 《티야나의 아폴로니오》, 《키케로와 기적들》, 《Encyclopaedia Metropolitana》 등을 저술하였다.

## 가톨릭으로의 회심
2년간의 휴식을 끝낸 후에 뉴먼은 1845년 10월 9일 이탈리아에서 온 예수 수난회 소속 사제인 도메니코 바르베리 신부에 의해 로마 가톨릭교회로 회심하였다. 하지만 가톨릭교회로 회심한 결과 가족들 및 친구들과 관계가 단절되어 개인적으로는 많은 고통을 받게 되었다. 더불어 옥스퍼드 운동론자들 사이에서도 뉴먼에 대한 인식이 극도로 나빠지기 시작했다.
1846년 2월 뉴먼은 옥스퍼드를 떠나 오스코트로 갔다. 그리고 10월에 로마로 가서 자코모 필리포 프란소니 추기경의 집전 아래 가톨릭 사제 서품을 받았다. 1847년 말엽에 뉴먼은 오라토리오회 사제로서 잉글랜드로 돌아가 공동체를 위한 건물들이 지어진 에지배스턴에 정착하였다. 그곳에서 뉴먼은 아일랜드에서의 4년을 제외한 근 40년간 은둔 생활을 하였다.
에지배스턴에 집이 세워지기 전에 뉴먼은 프레드릭 윌리엄 파버 신부와 함께 런던 오라토리오회를 창설하였다.

## 같이 보기
- 월싱엄의 성모 성직 자치단